# Hymenochaete escobarii
Hymenochaete escobarii är en svampart som beskrevs av J.C. Léger 1990. Hymenochaete escobarii ingår i släktet Hymenochaete och familjen Hymenochaetaceae.   Inga underarter finns listade i Catalogue of Life.